# Balto 3: Wings of Change
Balto III: Wings of Change (Balto 3: Rescate del avión perdido en España y Balto 3: Aprendiendo a volar en Hispanoamérica) es la segunda secuela de la película de 1995 Balto lanzada en directo hacía VHS y DVD el 30 de septiembre de 2004.

## Trama
Balto y su hijo Kodi descubren que los avances tecnológicos pueden suponer una amenaza para el futuro de los trineos tirados por perros, ya que los aeroplanos se convierten en una opción más rápida para repartir el correo y abastecer Nome de alimentos. En medio de la controversia, todo lo decidirá una carrera entre el trineo guiado por Balto y un piloto forestal que lleva un avión que tiene fascinado a Balto.
Balto, sin embargo, se siente muy inseguro y duda que su equipo pueda obtener la victoria y teme fallarle a su hijo, pero Jenna le da ánimos y lo convence de que no hay nada que temer.
La carrera se celebra, con un recorrido de ida vuelta de Nome a White Mountain (Alaska). El avión gana la primera vuelta, pero sufre un accidente de regreso a Nome dándole la victoria al trineo de perros.
Balto se preocupa por el piloto y decide ir en su rescate.

## Personajes
- Balto: Vuelve a lo básico, siendo perro de trineo para ayudar a su hijo (Kodi) a ganar una carrera contra una avioneta. El avión se estrella en la ladera de una montaña, dando a los perros la oportunidad de demostrar su valía.

- Kodi: Él es el hijo de Balto y Jenna. Su trabajo en Nome es el de perro de correos junto a otros más tirando de un trineo. Primero se negará a ayudar a su padre a buscar un avión perdido, pero a último momento le salvará la vida. Aleu. La hija de Balto, al igual que sus demás hermanos en la película solo salen en un cameo.

- Boris: En esta tercera parte descubrimos que Boris tiene vértigo. Se meterá en problemas al conocer una oca llamada Stella que a fin de cuentas terminará siendo su novia.

- Stella: La oca enamorada de Boris. Llega a Nome en la clásica migración de gansos hacia lugares más acogedores climáticamente.

- Kirby y Ralph: Son los perros del trineo del que también tira Kodi. Su dueño es el Señor Simpson.

- Dusty: Se trata de una hermosa perrita de raza husky siberiano con pelaje gris, fiel a su trabajo de tirar del trineo junto con Kirby y Ralph. Es más joven del grupo, aunque por alguna razón le llama a Kodi novato. Ella fue la que tuvo la idea de que Balto corriera con ellos contra la avioneta, pero cuando la avioneta se estrella se negó a rescatar a Duke debido a que lo trataba como su enemigo, pero cuando Kodi fue a rescate de Duke (empujado porque su madre Jenna. después de regañarle por dejar a su padre Balto ir solo) se enfadó con sus compañeros y Dusty cuando le dijo se ha unido al enemigo, después de que Kodi salió de la cabaña, Dusty fue detrás y se quedó mirándole en la puerta y decidió ir con sus amigos a ayudar a Kodi. Su dueño es también Simpson.
- Jenna: Siempre ayudando como madre y esposa

## Reparto
| Personaje | Actor original    | Actor de doblaje  | Actor de doblaje    |
| --------- | ----------------- | ----------------- | ------------------- |
| Balto     | Maurice LaMarche  | Rafael Rivera     | Juan Antonio Bernal |
| Jenna     | Jodi Benson       | Mónica Manjarrez  | Nuria Mediavilla    |
| Boris     | Charles Fleischer | Jesús Barrero     | Miguel Ángel Jenner |
| Kodi      | Sean Astin        | Rafael Pacheco    | Jonatán López       |
| Luk y Muk | Kevin Schon       | Eduardo Garza     | Aleix Estadella     |
| Stella    | Jean Smart        | Dulce María Romay | Toni Avilés         |